# Фуентеструн
Фуентеструн (на испански: Fuentestrún) е община, разположена в провинция Сория, автономна област Кастилия и Леон, Испания. Според преброяването от 2004 г. (Национален институт по статистика на Испания) общината има население от 78 жители.